# 柳廣司
柳廣司（やなぎ こうじ，1967年9月20日—），日本推理小說家、間諜小說家，出生於三重縣，神戶大學法學部畢業。第62屆日本推理作家協會獎得主。
常以著名學者或文學家為主角，如蘇格拉底、達爾文、歐本海默等，寫出不少充滿歐洲歷史元素的作品，內容考據詳實，文風扎實細膩。代表作為《D機關》系列，開創日本間諜小說新風格，分別在2015年、2016年改編為真人版電影和電視動畫。

## 簡歷
2001年以《黃金之灰》正式出道，內容是描寫德國考古學家施利曼在特洛伊城的挖掘現場考古時，發生殺人事件的小說。
因仰慕夏目漱石，曾模仿夏目漱石名作《少爺》的筆法，寫出仿作《贗作「少爺」殺人事件》，獲得第12回朝日新人文學獎。
2006年發表了《東京監獄》，描寫囚禁二次大戰戰犯的巢鴨監獄發生的連環死亡事件，大受好評，入圍第59回日本推理作家協會賞，出版社更建議他用戰爭為背景創作。
2008年柳廣司一改以往作風，推出節奏緊湊，風格俐落的間諜小說《Joker Game》，獲得廣大迴響，次年憑此作奪得第30回吉川英治文學新人賞以及第62回日本推理作家協會賞兩個獎項。
現正於《野性時代》連載最新的D機關系列作品。

## 得獎、入圍紀錄
- 2001年《贋作「少爺」殺人事件》第12回朝日新人文學賞受賞
- 2007年 《東京監獄》第60回日本推理作家協會賞（長編及連作短編集部門）候補
- 2009年《Joker Game》第30回吉川英治文學新人獎、第62回日本推理作家協會賞（長編及連作短編集部門）受賞、第11回大藪春彦賞候補、第6回本屋大賞第3位。
- 2014年《夜與陰影》第5回山田風太郎賞候補。

## 作品列表

### D機關系列
昭和12年秋天，有「魔王」之稱的結城中校，不顧陸軍高層的強烈反對，成立了間諜培訓學校，通稱「D機關」。在這裡培訓的成員必須遵守「不准殺人、不准自殺」的行動原則。
- Joker Game（ジョーカー・ゲーム，2008年8月 角川書店 / 2012年2月 獨步文化，譯者：高詹燦 / 2013年1月 新星出版社）
  - 收錄作品：Joker Game（ジョーカー・ゲーム） / 幽靈（幽霊） / 魯賓遜（ロビンソン） / 魔都 / XX
- Double Joker（ダブル・ジョーカー，2009年8月 角川書店 / 2012年5月 獨步文化 譯者：高詹燦/ 2013年1月 新星出版社）
  - 收錄作品：Double Joker（ダブル・ジョーカー） / 蒼蠅王（蠅の王） / 法屬印度支那作戰（仏印作戦） / 棺柩（柩） /  黑鳥（ブラックバード）
- Paradise Lost（パラダイス・ロスト，2012年3月 角川書店 / 2014年7月 獨步文化，譯者：劉子倩 / 2015年3月 新星出版社）
  - 收錄作品：誤算（帰還） / 失樂園（パラダイス・ロスト） / 追跡 / 代號刻耳柏洛斯【上、下】（暗号名ケルベロス【前、後編】）
- Last Waltz （ラスト・ワルツ，2015年1月 角川書店 / 2016年7月 獨步文化，譯者：王華懋）
  - 收錄作品：亞細亞號列車（アジア・エクスプレス） / 舞蹈會之夜（舞踏会の夜） / 瓦爾基麗（ワルキューレ）

### 非系列
- 黃金之灰（黄金の灰，2001年3月 原書房）
- 贋作『少爺』殺人事件（贋作『坊っちゃん』殺人事件，2001年10月 朝日新聞社）
- 饗宴 蘇格拉底最後的事件（饗宴 ソクラテス最後の事件，2001年10月 原書房）
- 初始之島（はじまりの島，2002年7月 朝日新聞社）
- 新世界（新世界，2003年7月 新潮社）
- 帕台農神廟——雅典衛城巡遊的三個故事（パルテノン - アクロポリスを巡る三つの物語，2004年7月 実業之日本社）
  - 收錄作品：巫女 / 地米斯托克利的建議（テミストクレス案） / 帕台農神廟（パルテノン）
- 聖方濟各·沙勿略的頭部（聖フランシスコ・ザビエルの首，2004年10月 講談社Novels）
- 我是夏洛克‧福爾摩斯（吾輩はシャーロック・ホームズである，2005年12月 小學館 / 2013年8月 獨步文化）
- 東京監獄（トーキョー・プリズン，2006年3月 角川書店）
- 西頓動物記（シートン動物記，2006年5月 光文社）
  - 收錄作品：克朗普的惡魔（カランポーの悪魔） / 銀星（銀の星） / 森林之旗（森の旗） / 牛舍密室與鯰魚喬（ウシ小屋密室とナマズのジョー） / 皇家安娜露瑞坦失蹤事件（ロイヤル・アナロスタン失踪事件） / 三人的秘書官（三人の秘書官） / 熊王傑克（熊王ジャック）
- 百萬馬可（百万のマルコ，2007年3月 創元推理文庫）
  - 收錄作品：百萬馬可（百万のマルコ） / 賭博不敗（賭博に負けなし） / 花開艷麗（色は匂へど） / 雄辯的猴子（能弁な猿） / 山中老人（山の老人） / 一半的一半（半分の半分） / 法律（掟） / 真正的告訢是甚麼（真を告げるものは） / 輝月公主（輝く月の王女） / 雲南（雲の南） / 乃顏之亂（ナヤンの乱） / 遙遠的景色（一番遠くの景色） / 欺詐越獄（騙りは牢を破る）
- 漱石先生事件薄 貓之卷（漱石先生の事件簿 猫の巻，2007年4月 理論社）
  - 收錄作品：我是貓嗎?（吾輩は猫でない?） / 貓咪舞（猫は踊る） / 小偷與鼻戀（泥棒と鼻恋） / 矯風演藝會（矯風演芸会） / 落雲館大戰爭（落雲館大戦争） / 春風暗影裏，貓離家出走（春風影裏に猫が家出する）
- 虎與月（虎と月，2009年2月 理論社）
- King&Queen（キング&クイーン，2010年5月 講談社）
- 第一位哲學家 / (文庫版)蘇格拉底的妻子（最初の哲学者，2010年11月 幻冬舍 / ，2014年12月 文春文庫）
- 羅曼史（ロマンス，2011年4月 文藝春秋）
- 怪談（2011年12月 光文社）
  - 收錄作品：雪女（雪おんな） / 轆轤首（ろくろ首） / 獾（むじな） / 食人鬼 / 鏡與鐘（鏡と鐘） / 無耳芳一（耳なし芳一）
- 樂園之蝶（楽園の蝶，2013年6月 講談社）
- 夜與陰影（ナイト&シャドウ，2014年7月 講談社）
- 大象不會忘記（象は忘れない，2016年2月 文藝春秋）
  - 收錄作品：道成寺 / 黑塚（黒塚） / 卒都婆小町 / 善知鳥 / 俊寛
- 柳屋商店開店中（2016年8月 原書房）
- 風神雷神 風の章 雷の章（2017年8月 講談社）
- 太平洋食堂（2020年1月 小学館）
- 無敵之人（アンブレイカブル，2021年1月 KADOKAWA / 2025年1月 獨步文化）

## 改編作品
D機關系列
- 2015年   真人版電影：D機關 [1]
- 2016年   動畫版：Joker Game (全12話)